# Astyanax lacustris
Astyanax lacustris es una especie de pez de la familia Characidae en el orden de los Characiformes.
En el año 2016, Astyanax jacuhiensis, A. asuncionensis y A. altiparanae fueron reconocidos como sinónimos más modernos de Astyanax lacustris.

## Hábitat
Vive en zonas de clima tropical.

## Distribución geográfica
Se encuentran en Sudamérica: sur y sureste del Brasil, Paraguay, Perú, Argentina y Uruguay, en las cuencas del Río de la Plata, Río San Francisco y sistema de lagunas Patos-Merín.